# Шембек
Шембек (пол. Szembekowie) — графский и дворянский род.
Высочайшим повелением Императора Александра I, объявленным 19 сентября 1818 года, подполковнику Петру Шембеку (1788—1866) было дозволено принять графский титул, пожалованный отцу его и потомственно пользоваться таковым в Российской Империи и Царстве Польском.

## Описание герба
Щит: скошен справа золотой перевязью, обремененной тремя красными розами; в верхнем — голубом, и нижнем — красном полях скачущий белый козел с золотыми рогами и копытами (герб Szembek); щит увенчан графской короной, над которой шлем с графской же короной.
Нашлемник: подобный же козел между двух переменных, голубых и красных, крыльев, обремененных золотыми перевязями с красной розой на каждой. Намёт: справа красный, подложенный золотом, слева голубой, подложенный серебром.

## Известные представители
- Шембек, Ян Себастьян (ок.1672—1731) — крупный государственный деятель Речи Посполитой, подканцлер коронный (1702—1712), канцлер великий коронный (1712—1731).
- Шембек, Александр Юзеф[пол.] (1739—1806) — генерал-майор Русской императорской армии.
- Шембек, Александр (1752—1803) — польский и российский военачальник; генерал-лейтенант РИА.
- Шембек, Ежи (1851—1905) — российский католический епископ, одиннадцатый архиепископ могилёвский.
- Игнатий Шембек[пол.] (1740—1835) возведён в графское достоинство Королевства Пруссии 12.06.1816.